# FDA Advisory Committee Meeting
Das FDA Advisory Committee Meeting (AdCom) bezeichnet die Tagung eines Komitees aus unabhängigen Experten, das die Food and Drug Administration (FDA), die amerikanische Gesundheitsbehörde, in ihrer Entscheidung zur Zulassung von Human- und Veterinärarzneimittel, Impfungen und anderen biologischen Produkten am Ende des Zulassungsprozesses beratend unterstützt.

## Einleitung
In den frühen 1960er Jahren begann die FDA damit, beratende Komitees einzuberufen, um neue Arzneimittel zu evaluieren und die FDA darin in der Entscheidung zu unterstützen, neue Arzneimittel zu approbieren oder abzulehnen. Insbesondere durch Schlüsselereignisse wie dem Auftreten von schwerwiegenden Nebenwirkungen von Arzneimitteln (z. B. durch Contergan) oder aber auch durch Ergänzungen zum ’’Federal Food, Drug, and Cosmetic Act‘‘ (1962) wurden Arzneimittelhersteller aufgefordert, die Sicherheit sowie die Zuverlässigkeit ihres Produktes zu gewährleisten.

## Aktuelle Situation
Die FDA ist gehalten, unterschiedliche Anforderungen von Interessensvertretern (z. B. Industrie, Patienten) in ihrer Entscheidung, ein Arzneimittel für den Gebrauch die Zulassung zu erteilen oder aber zu verweigern, abzuwägen. Ein unabhängiges Gremium aus externen Experten wie z. B. Industrievertretern oder Patientenvertretern hilft dabei, in einer öffentlichen Sitzung eine Entscheidung zugunsten oder gegen die Zulassung eines neuen Arzneimittels zu treffen. Mehr als 40 Komitees stehen dabei der Behörde beratend zur Seite. Obwohl die Entscheidung des Komitees für die FDA nicht bindend ist, folgt sie dennoch überwiegend der Entscheidung dieses Expertengremiums.

## Ablauf eines Advisory Committee Meetings
Der Hersteller eines neuen Arzneimittels wird 90 Tage vor dem angesetzten AdCom Meeting durch die FDA über das Datum informiert. Üblicherweise beginnt die Vorbereitung des Sponsors jedoch bereits deutlich früher, wobei auch die Abläufe sowie die bestmögliche Präsentation in Probedurchläufen geübt werden.
Die öffentlich zugängliche Besprechung selbst besteht üblicherweise aus einer 60- bis 90-minütigen Präsentation des Herstellers sowie einer Präsentation durch die FDA selbst. Anschließend können Kommentare durch die Öffentlichkeit abgegeben sowie Fragen gestellt werden. Abschließend gibt das Komitee eine Wertung bezüglich Sicherheit, Effizienz sowie der Genehmigungsfähigkeit des Produktes ab. Die FDA folgte zu ca. 87 % der abgegebenen Empfehlung der einberufenen Advisory Committee Meetings.